# William Gott
Generalløjtnant William Henry Ewart "Strafer" Gott CB, CBE, DSO med bjælke, MC (født 13. august 1897, død 7. august 1942) var en britisk officer under både 1. og 2. verdenskrig. Han opnåede rang af generalløjtnant mens han gjorde tjeneste i den britiske 8. Arme.
Som officer i King's Royal Rifle Corps KRRC) gjorde Gott tjeneste med udmærkelse i British Expeditionary Force i Frankrig under 1. Verdenskrig. Hans øgenavn var et ordspil på sætningen Gott strafe England (dvs. Gud straffe England, et slogan som den tyske hær anvendte i 1. Verdenskrig). 
Efter at være ankommet til Ægypten i 1939 som oberstløjtnant med kommando over 1. bataljon af KRRC gennemgik han en usædvanlig hurtig række af forfremmelser. Han var efter tur generalstabsofficer, leder af 1. støttegruppe (brigadegeneral), chef for 7. pansrede division (ørkenrotterne) med rang af generalmajor. Gott blev forfremmet til generalløjtnant med kommandoen over det britiske 13. Korps i starten af 1942 og ledede denne enhed i slaget ved Gazala og Første slag om el-Alamein. Han var en stor mand med en aggressiv, udadvendt personlighed og var populær blandt sine tropper, men som højtstående general blev han af nogen vurderet til at være nået længere end evnerne rakte. Den officielle sydafrikanske historiker, J.A.I Agar-Hamilton, skrev om Gott:
"Det var ikke været ukendt for en hærfører at vandre fra katastrofe til katastrofe, men det er helt uden fortilfælde for en hærfører at gå fra forfremmelse til forfremmelse som belønning for en række af katastrofer."
I august 1942 fjernede premierminister Winston Churchill general Sir Claude Auchinleck som øverstkommanderende i Mellemøsten og fungerende øverstkommanderende for den britiske 8. Arme. Gotts aggressive og noget heftige personlighed tiltalte Churchill, og Gott blev udvalgt til at overtage 8. Arme. Dette skete trods reservationer fra Auchinleck og Alan Brooke, chefen for imperiets generalstab, som fornemmede at han havde begrænsninger som leder af store styrker, hvilket var blevet tydeliggjort af de forvirrede frem og tilbage-kampe før og under det første slag om el-Alamein.
Uanset hans evner som en inspirerende bataljonschef og leder af en division, virkede han ude af stand til at overføre disse evner til den operationelle sfære hvor planlægning, koordination og samarbejde mellem forskellige kampenheder er af essentiel betydning.
Inden han kunne overtage sin nye stilling blev Gott dræbt, da han var om bord på et fly som blev skudt ned af et tysk jageres, Emil Clade, fra eskadrille JG27, da han vendte tilbage til Cairo fra kampområdet.
Der har været spekulationer om, at tyskerne var klar over, at han var om bord på flyet, ved aflytning af radiotrafik, men det er aldrig blevet bevist. Bombay flyet fra 216 eskadrille blev den dag fløjet af den da 19-årige oversergent Hugh "Jimmy" James. Han blev tildelt en DFM for indsatsen – hans fremragende flyvning reddede adskillige liv – og han overlevede krigen. I 2006 fortalte han hele historien om hændelsen, og mødet 60 år efter mellem ham og piloten som skød ham ned. Denne historie fortælles på  here, og er baseret på et førstehånds interview med ham.
Gott blev erstattet med generalløjtnant Bernard Law Montgomery.
Gott ligger begravet på en krigskirkegård ved  el-Alamein.